# フィレモン

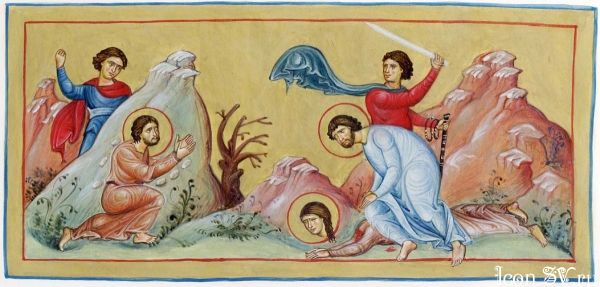
フィレモン

フィレモン、ピレモン、（Philemon）は新約聖書のパウロの手紙の中に名前が出るパウロの協力者。
新共同訳聖書ではフィレモン、文語訳聖書、口語訳聖書、新改訳聖書ではピレモン。
彼の名前を冠した『フィレモンへの手紙』は獄中にあるパウロがフィレモンにあてた手紙であり、奴隷のオネシモを信仰において兄弟として迎えるよう頼む個人的な内容の書簡である。フィレモンは『コロサイ人への手紙』4:9にオネシモの名前が出る関係からコロサイの住人であると考えられている。フィレモンへの手紙７節に「兄弟よ、わたしはあなたの愛から大きな喜びと慰めを得ました。聖なる者たちの心があなたのお陰で元気づけられたからです」とあるので、家の教会の牧者であろう。最初期の教会は家の教会であるから、コロサイ教会はフィレモンの家の教会のことであるとも考えられる。そうなると、フィレモンはコロサイ教会の牧者ということになろう。